# Merrimac (Massachusetts)
Merrimac é uma vila localizada no condado de Essex no estado estadounidense de Massachusetts. No Censo de 2010 tinha uma população de 6.338 habitantes e uma densidade populacional de 276,35 pessoas por km².

## Geografia
Merrimac encontra-se localizado nas coordenadas 42° 50′ 19″ N, 71° 00′ 43″ O. Segundo o Departamento do Censo dos Estados Unidos, Merrimac tem uma superfície total de 22,93 km², da qual 21,91 km² correspondem a terra firme e (4.48%) 1.03 km² é água.

## Demografia
Segundo o censo de 2010, tinha 6.338 pessoas residindo em Merrimac. A densidade populacional era de 276,35 hab./km². Dos 6.338 habitantes, Merrimac estava composto pelo 97.02% brancos, o 0.63% eram afroamericanos, o 0.16% eram amerindios, o 0.65% eram asiáticos, o 0% eram insulares do Pacífico, o 0.33% eram de outras raças e o 1.21% pertenciam a duas ou mais raças. Do total da população o 1.81% eram hispanos ou latinos de qualquer raça.